# Hamburger Flugzeugbau
Die Hamburger Flugzeugbau GmbH (HFB) wurde im Juni 1933 als Tochterunternehmen der Schiffswerft Blohm & Voss in das Handelsregister eingetragen. Walther Blohm, der Werftinhaber, wählte diesen Weg, um die unwägbaren Risiken des neuen Arbeitsgebiets von der Werft fernzuhalten. Da sich die Sorge bald als unnötig erwies, wurde die Tochter Ende 1937 als Blohm & Voss, Abt. Flugzeugbau in die ehemalige Muttergesellschaft eingegliedert. 1969 erfolgte eine Fusion mit der Messerschmitt-Bölkow GmbH zu MBB.

## Unternehmensgeschichte

### Der Anfang

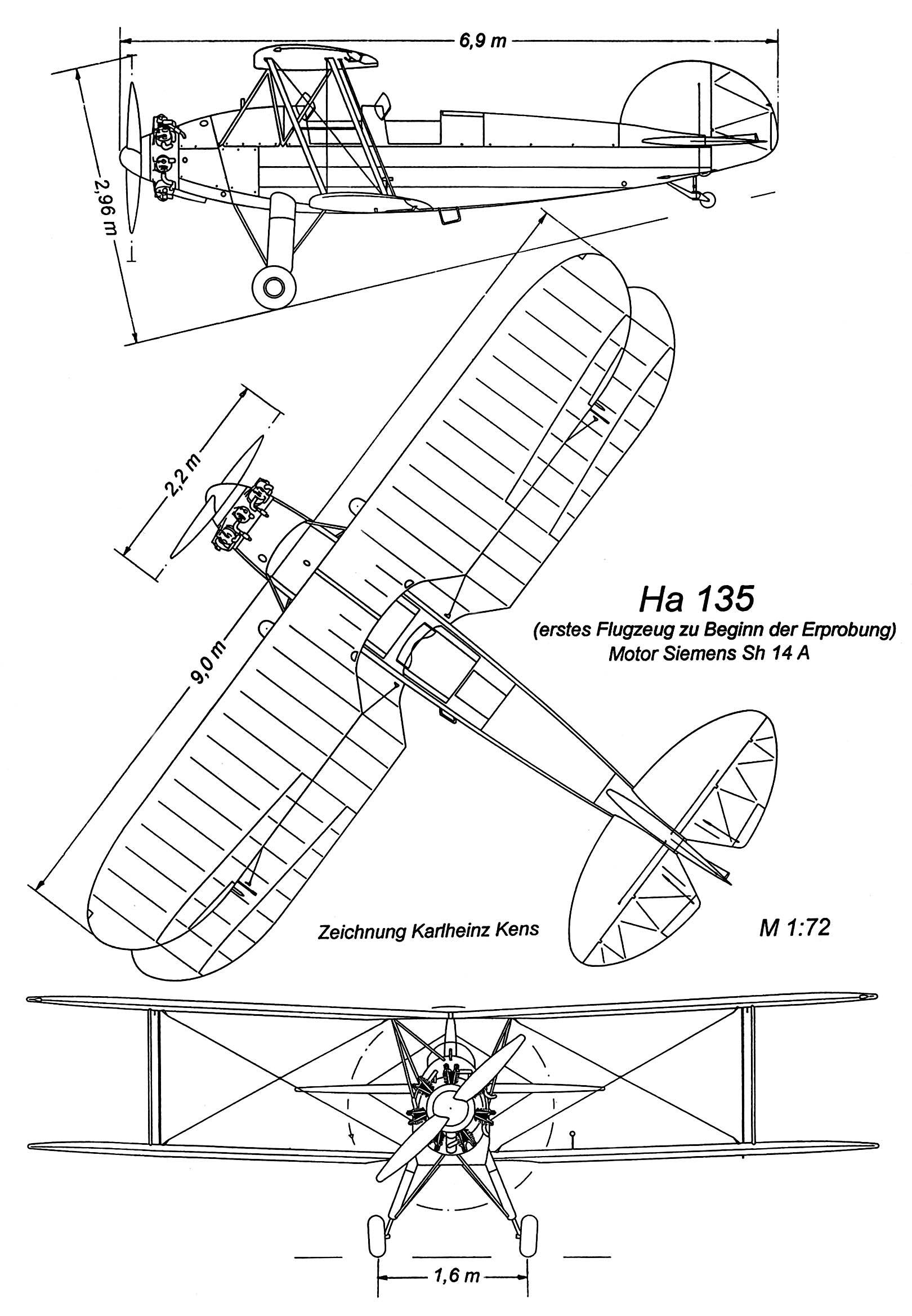
Dreiseitenriss der Ha 135

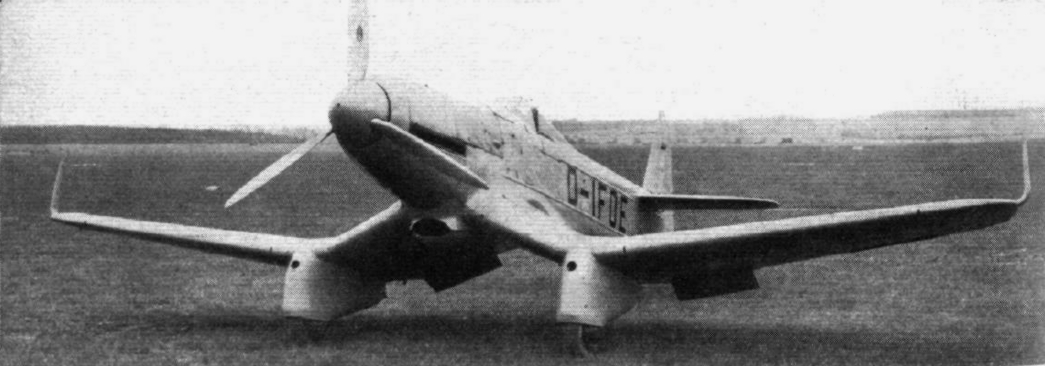
Ha 137

Nach der Regierungsübernahme durch die Nationalsozialisten arbeiteten die neuen Machthaber aufgrund von Planungen, die noch von der Reichswehr stammten, insgeheim auf die Schaffung von (durch den im Friedensvertrag von Versailles verbotenen) Luftstreitkräften hin. Neben anderen bisher nicht im Bereich Luftfahrt tätigen Firmen, wie z. B. der Lokomotiven und Lastwagen bauenden Firma Henschel & Sohn in Kassel, bemühte sich auch die Schiffswerft Blohm & Voss, auf dem neuen und aussichtsreichen Gebiet Fuß zu fassen. Die Eigner gründeten deshalb die Hamburger Flugzeugbau GmbH.
Das erste Modell, die Ha 135, ein Schuldoppeldecker, entstand noch in einer gemieteten Tischlerei und musste zum Einfliegen auf den Flughafen Fuhlsbüttel transportiert werden. Es wurden nur sechs Stück davon gebaut. Das für diesen Entwurf zuständige Konstrukteursteam, Reinhold Mewes und Viktor Maugsch, das von Heinkel gekommen war, ging danach zu Fieseler nach Kassel. Das einsitzige Übungsflugzeug Ha 136, von dem nur zwei Stück gebaut wurden, war das erste Werk des neu eingestellten Chefkonstrukteurs Richard Vogt, der vorher bei Dornier und zuletzt bei Kawasaki in Japan gearbeitet hatte. Das Flugzeug hatte bereits eines der beiden für die Konstruktionen von Vogt typischen Merkmale, den so genannten Rohrholm. Diesen und die zweite seiner Besonderheiten, den Knickflügel, verwendete er bei seinem nächsten Entwurf, der Ha 137. Das einsitzige Flugzeug, von dem es zwei mit verschiedenen Motoren ausgerüstete Ausführungen gab, wurde auf die Ausschreibung Leichtes Sturzkampfflugzeug hin entwickelt. Sieger in dieser Konkurrenz, an der sich auch Fieseler mit der Fi 98 beteiligte, wurde aber die Henschel Hs 123. Dennoch wurden von der Ha 137 drei Versuchsflugzeuge und 17 Nullserienflugzeuge gebaut.
Dafür und für andere in der Folge zu erfüllende Aufträge hatte das Unternehmen in Wenzendorf ein neues Werk gebaut, das etwa 20 km südlich vom Firmensitz und Werftgelände lag und im September 1935 in Betrieb genommen wurde. Da dies ein reiner Landflugplatz war, das Unternehmen aber große Pläne für Wasserflugzeuge und Flugboote hatte, wurde dafür von 1936 bis 1940 in Finkenwerder ein zweites neues Werk errichtet. Zu diesem Zweck wurde das zuvor sumpfige westliche Elbufer von Finkenwerder (Neßhaken) begradigt und befestigt und die Wasserfläche ausgebaggert, so dass das Mühlenberger Loch in neuer Form entstand.
Als erster Flugzeugführer für die Erprobung und das Einfliegen von Flugzeugen war im September 1934 Helmut Wasa Rodig eingestellt worden, der vorher Fluglehrer bei der Deutschen Verkehrsfliegerschule (DVS) Warnemünde gewesen war. Ihm wurde ab August 1936 Röttger Hilleke zur Seite gestellt, ebenfalls als Fluglehrer von der DVS kommend.

### Das Herstellerwerk

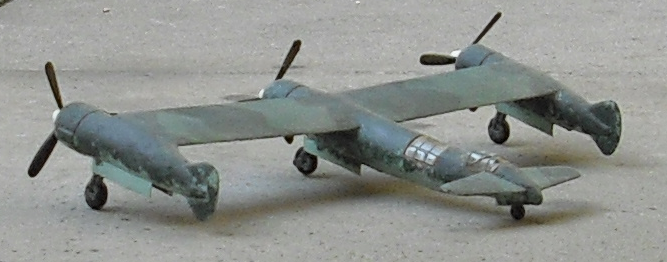
Modell P 170

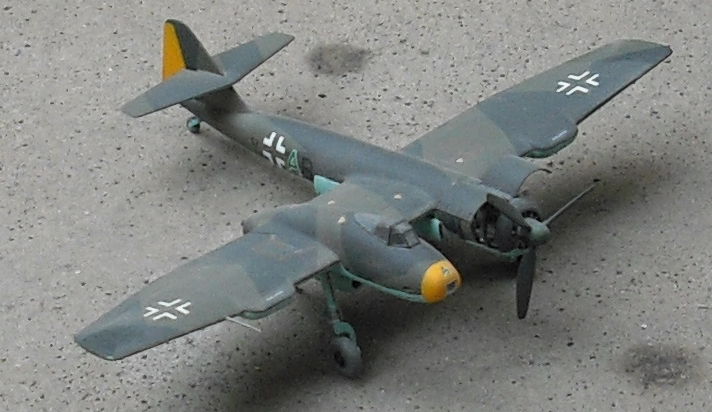
Modell P 194

Nachdem schon von der Gründung an Teile für die Junkers Ju 52 hergestellt und damit bisherige Werftarbeiter auf das nun ganz andere Gebiet Flugzeugbau umgeschult worden waren, wurde das Unternehmen in zunehmendem Maß zum Nachbau fremder Muster herangezogen. Der erste Großauftrag lautete über 24 Stück Do 23 G, welche die firmeneigenen Werknummern von 115 bis 138 erhielten. Es folgten zunächst 34 Junkers W 34 hi (Wnr.139 bis 147, 154 bis 170 und 173 bis 180) sowie einige der Ausführung hau. Dieser Auftrag hatte ursprünglich auf 494 Stück gelautet, wurde aber am Ende auf 261 heruntergesetzt, von denen 69 hi und 192 hau waren. Die davor, dazwischen und danach liegenden Werknummern erhielten zumeist die Flugzeuge eigener Konstruktion. Die nächsten Fertigungslose betrafen Flugzeuge der Muster Junkers Ju 86 (75 Stück) und schließlich Do 17 der Ausführungen F (von ursprünglich 65 Stück auf 29 herabgesetzt), P (erst 55 Stück, dann auf 192 erhöht, um bei 149 zu enden) und Z (74 Stück). Während des Krieges erhielt B & V noch den Auftrag, eine größere Zahl Bf 109 in die zweisitzige Schulausführung G-12 umzubauen.
Blohm & Voss Hamburger Flugzeugbau hatte verschiedene militärische Projekte, wie den Schnellbomber P 170, das Schlachtflugzeug P 194, den Nachtjäger P 215 oder den Strahljäger P 197, die jedoch nicht über das Projektstadium hinauskamen.

### Der Entwicklungsbetrieb

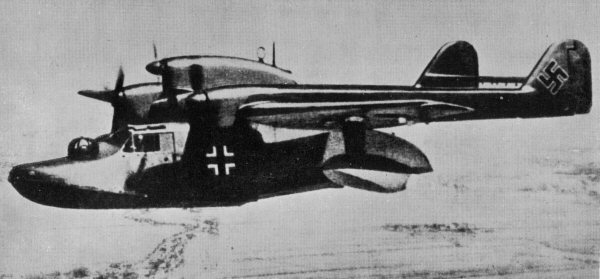
BV 138 im Flug

Nach dem Fehlschlag mit der Ha 137 ruhten die Hoffnungen der Firma auf dem Entwurf für den Seefernaufklärer BV 138, für den es offenbar im Reichsluftfahrtministerium (RLM) gute Fürsprecher gab, der aber gegen die Do 24 anzutreten hatte. Die ersten Erprobungsergebnisse waren allerdings niederschmetternd. Der auch hier von Vogt angewendete, vom Rumpf aus nach oben geknickte Rohrholmflügel musste beim zweiten Flugzeug durch einen gerade durchlaufenden ersetzt werden, wozu noch eine Reihe wesentlicher Änderungen kam. Erst das dritte Flugzeug, die mit A-01 bezeichnete D-ADJE. entsprach den Forderungen. Sie war auch das erste Flugzeug, das anstelle von Ha das neue Firmenkürzel BV in der Bezeichnung bekam. Nach ihr und drei weiteren A-0 Flugzeugen entstand die Baureihe A-1, von der bei der Firma 25 Stück gebaut wurden. Es folgten 20 Stück der Ausführung B-1 und zunächst 142 Stück, dann nochmals 19 mit der Bezeichnung C-1. In dieser Form baute auch noch die Firma Weser-Flugzeugbau 67 Flugboote, bis die Fertigung Ende 1943 beendet wurde.

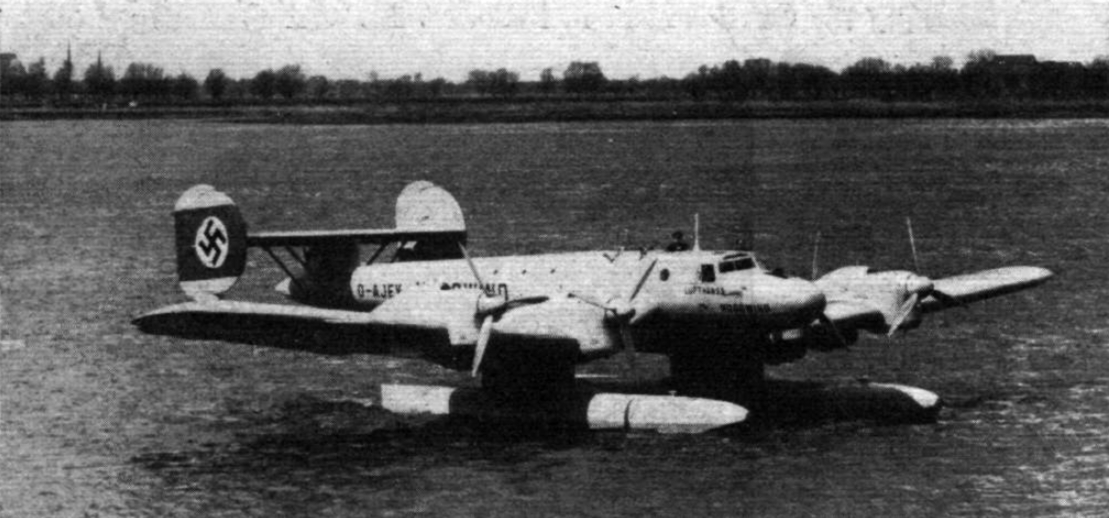
Ha 139 Nordwind

Mit der Bezeichnung Ha 139 entstanden drei viermotorige Schwimmerflugzeuge für die Lufthansa zum Posttransport über den Atlantik.

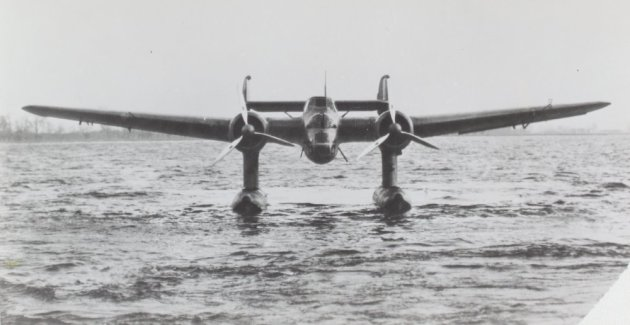
Ha 140

Das zweimotorige Seemehrzweckflugzeug auf Schwimmern, Ha 140, von dem nur zwei Stück gebaut wurden, unterlag im Vergleich zur Heinkel He 115.

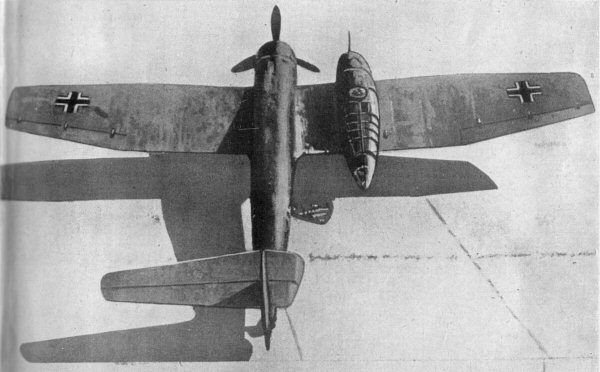
BV 141

Vom folgenden Entwurf Vogts, dem völlig aus dem Rahmen fallenden unsymmetrischen Aufklärer und Mehrzweckflugzeug Ha 141 bzw. BV 141, wurde schließlich nur eine kleine Serie von insgesamt 28 Flugzeugen gebaut. Ihr Mitbewerber, die Fw 189 konnte sich allerdings durchsetzen.

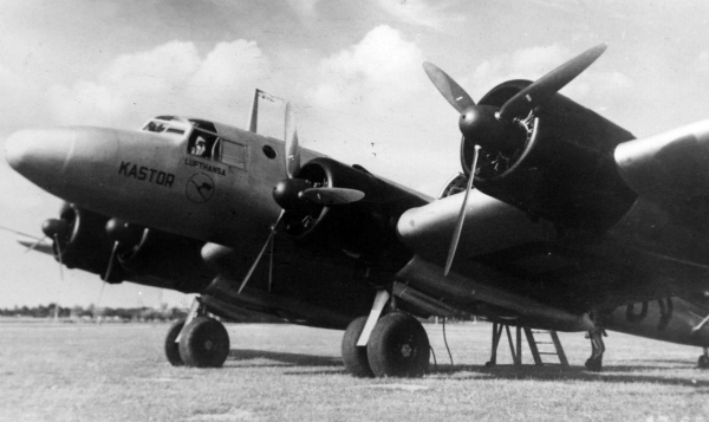
BV 142

Die Ha bzw. BV 142 war direkt von der Ha 139 abgeleitet, aber mit Sternmotoren und Spornradfahrwerk ausgerüstet. Die vier gebauten Flugzeuge sollten auch im Postdienst der DLH eingesetzt werden, kamen aber, wie die meisten anderen auch, wegen des Kriegsausbruchs bei der Luftwaffe zum Einsatz.
Der Entwurf BV 144, ein zweimotoriges, für Verkehrszwecke gedachtes Flugzeug mit im Fluge veränderlichem Einstellwinkel des Flügels, wurde an die französische Firma Breguet zur Weiterbearbeitung abgegeben. Zwei Flugzeuge wurden dort gebaut, von denen aber nur das erste, lange nach Kriegsende, am 14. März 1946 zum Fliegen kam. Das Projekt wurde bald von den Franzosen aufgegeben.

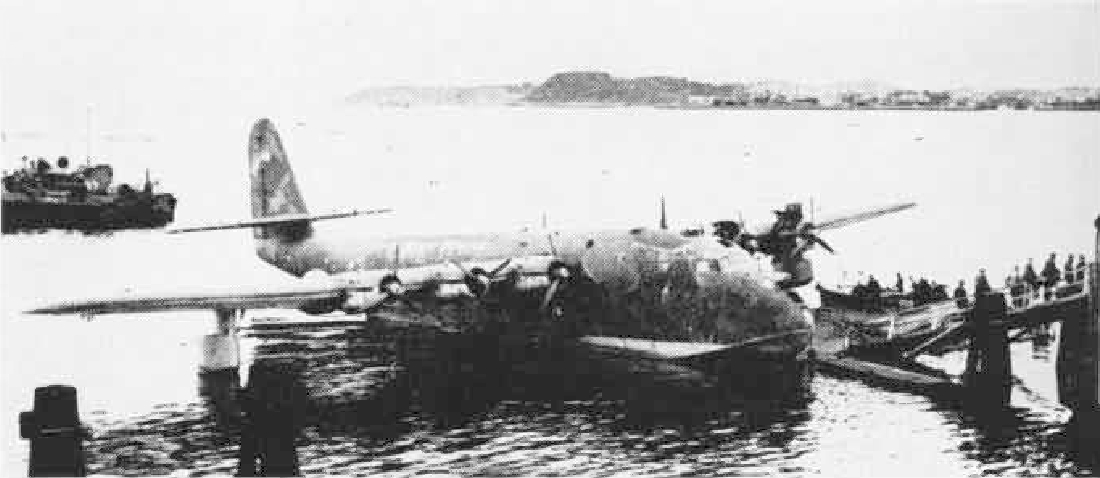
BV 222

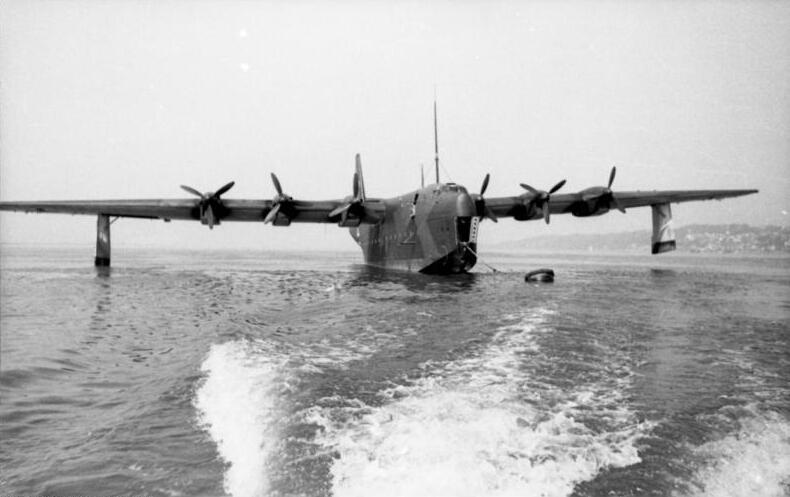
BV 238

Erst das sechsmotorige Flugboot BV 222, das ebenfalls für den Transatlantikverkehr vorgesehen war, aber nur bei der Luftwaffe als Transporter und Fernaufklärer eingesetzt wurde, konnte wieder als Erfolg betrachtet werden. 13 Stück wurden davon gefertigt. Vom noch größeren Nachfolger BV 238 wurde nur noch ein Stück gebaut und zum Fliegen gebracht. Unter der Bezeichnung BV 250 war davon auch eine Landausführung geplant.
Vogt ließ noch mehrere unsymmetrische Projekte für verschiedene Zwecke ausarbeiten, von denen aber keines verwirklicht wurde.
Als letztes Projekt entstand noch ein kleiner, motorloser, stark gepanzerter Jagdgleiter, bezeichnet als BV 40, der von einem Jagdflugzeug in die nötige Höhe geschleppt werden sollte, um von dort im Gleitflug die Bomberformationen anzugreifen. Gebaut wurden noch einige, doch zum Einsatz kam keiner davon.
Fertig gebaut und auch geflogen wurde schließlich noch ein Höhenjäger BV 155, der von Messerschmitt an B & V zur weiteren Bearbeitung abgegeben worden war. Eines der beiden gebauten Flugzeuge wartet heute noch im Lager des US Air & Space Museum auf seine Restaurierung.

### Nach dem Krieg
Nach dem Ende des Zweiten Weltkrieges wurde das Werk von der britischen Besatzungsmacht weitestgehend demontiert und zerstört. Der kleine Rest stand unter englischer Kontrolle, um dort Panzer zu reparieren. Die Hallen in Wenzendorf, so weit nicht schon durch die verschiedenen Bombenangriffe beschädigt oder zerstört, wurden ebenfalls demontiert. Mit Zähigkeit und Idealismus konnte Walter Blohm jedoch einen neuen Anfang schaffen. Unter seiner Leitung wurde schließlich mit Beteiligung von HFB, Weser-Flugzeugbau und Siebel ATG im Jahre 1954 die Flugzeugbau Nord GmbH gegründet, die Transportmaschinen vom Typ Nord N 2501 Noratlas für die Bundeswehr in Lizenz herstellen sollte. Für diesen Auftrag wurden auch Hallen in Stade angemietet.

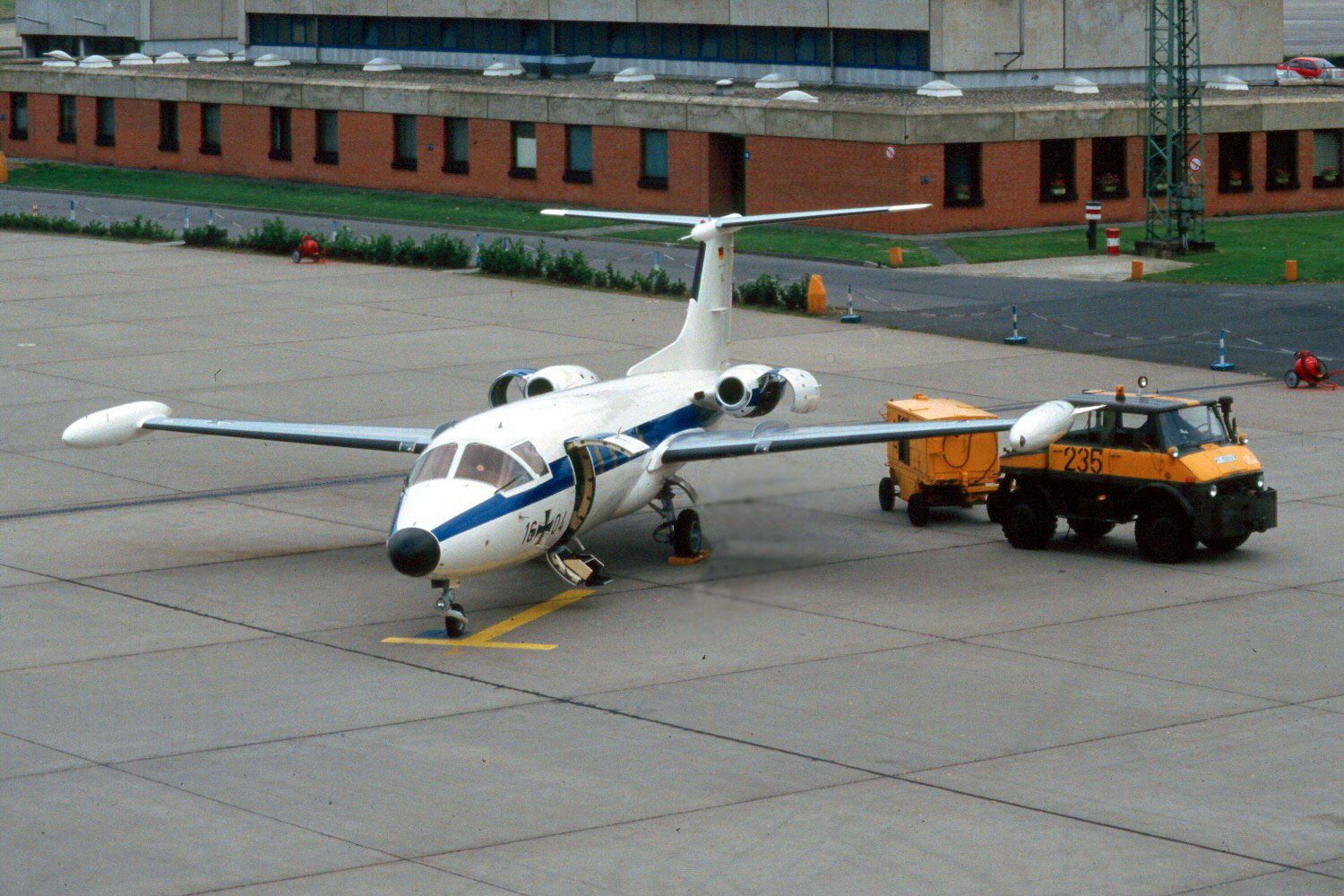
HFB-320 Hansa Jet

In den späten 1950er Jahren wurden die zweimotorige PTL-Maschine HFB 209 und die zweistrahlige HFB 314 entwickelt. Letztere wurde von der Lufthansa positiv beurteilt, die Vorfinanzierung der Entwicklung und des Baus von zwei Prototypen durch Bundesmittel kam aber nicht zustande, so dass auch diese Maschine nicht über das Reißbrettstadium hinauskam. In den 1960er Jahren wurde das kleine zweistrahlige Reiseflugzeug HFB 320 entwickelt und in kleiner Stückzahl gebaut. Die Firma beteiligte sich ferner am Bau des Noratlas-Nachfolgemodells Transall C-160 und lieferte Bauteile für den Senkrechtstarter Dornier Do 31 und die Fokker F.28.

### Nachfolge
Nach der Fusion der Messerschmitt AG mit der Bölkow GmbH (1. November 1968) schloss sich die jetzt wieder als HFB arbeitende Firma mit dem daraus entstandenen Unternehmen ein halbes Jahr später zur Messerschmitt-Bölkow-Blohm GmbH (MBB) unter der Leitung von Ludwig Bölkow zusammen.
Nach der Übernahme von MBB durch die Daimler-Benz AG (heute Daimler AG) 1989 kam das Werk zur DASA.
Heute gehört es zu Airbus, einer Division der Airbus Group, der ehemaligen bzw. umbenannten EADS.

## Firmenentwicklungen
- Blohm & Voss BV 40, Gleitjäger

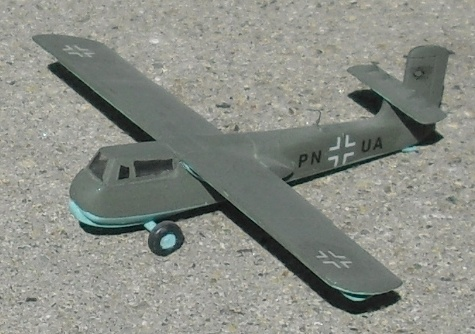
Modell BV 40

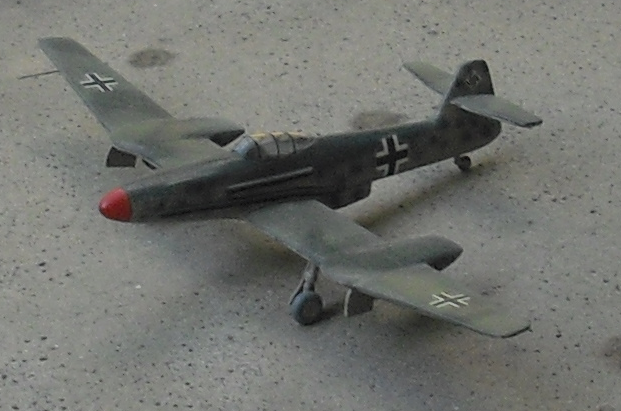
Modell BV 155

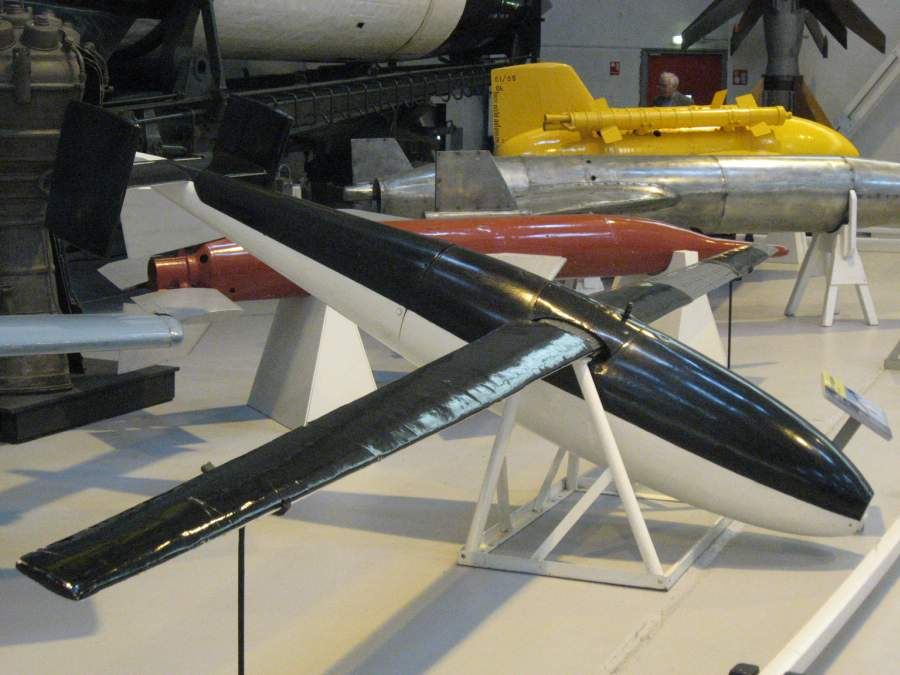
BV 246

- Blohm & Voss Ha 135, Schuldoppeldecker
- Blohm & Voss Ha 136, Übungsflugzeug
- Blohm & Voss Ha 137, Sturzkampfflugzeuge
- Blohm & Voss BV 138, Flugboot
- Blohm & Voss Ha 139, Übersee-Postflugzeug
- Blohm & Voss Ha 140, Mehrzweck-Schwimmerflugzeug
- Blohm & Voss BV 141, Aufklärer
- Blohm & Voss BV 142, Langstreckenaufklärer
- Blohm & Voss BV 143, Gleitbombe
- Blohm & Voss BV 144, Transport- und Verkehrsflugzeug
- Blohm & Voss BV 155, Höhenjagdflugzeug
- Blohm & Voss BV 222, Wiking, Flugboot für Transport und Seeaufklärung
- Blohm & Voss BV 238, Großflugboot
- Blohm & Voss BV 246, Hagelkorn, Gleitbombe
- HFB 320, Reise- und Geschäftsflugzeug

Einige der projektierten Modelle und Prototypen ohne GL/C-Nummer:
- Blohm & Voss P 170, Kampfflugzeug
- Blohm & Voss P 188, Strahlgetriebener Höhenbomber
- Blohm & Voss P 194, Kampfflugzeug
- Blohm & Voss P 205, Höhenjagdflugzeug
- Blohm & Voss P 208, Jagdflugzeug
- Blohm & Voss P 212, Strahlgetriebenes Jagdflugzeug
- Blohm & Voss BV 250, projektierte Landversion der BV 238

## Gemeinschaftsprogramme

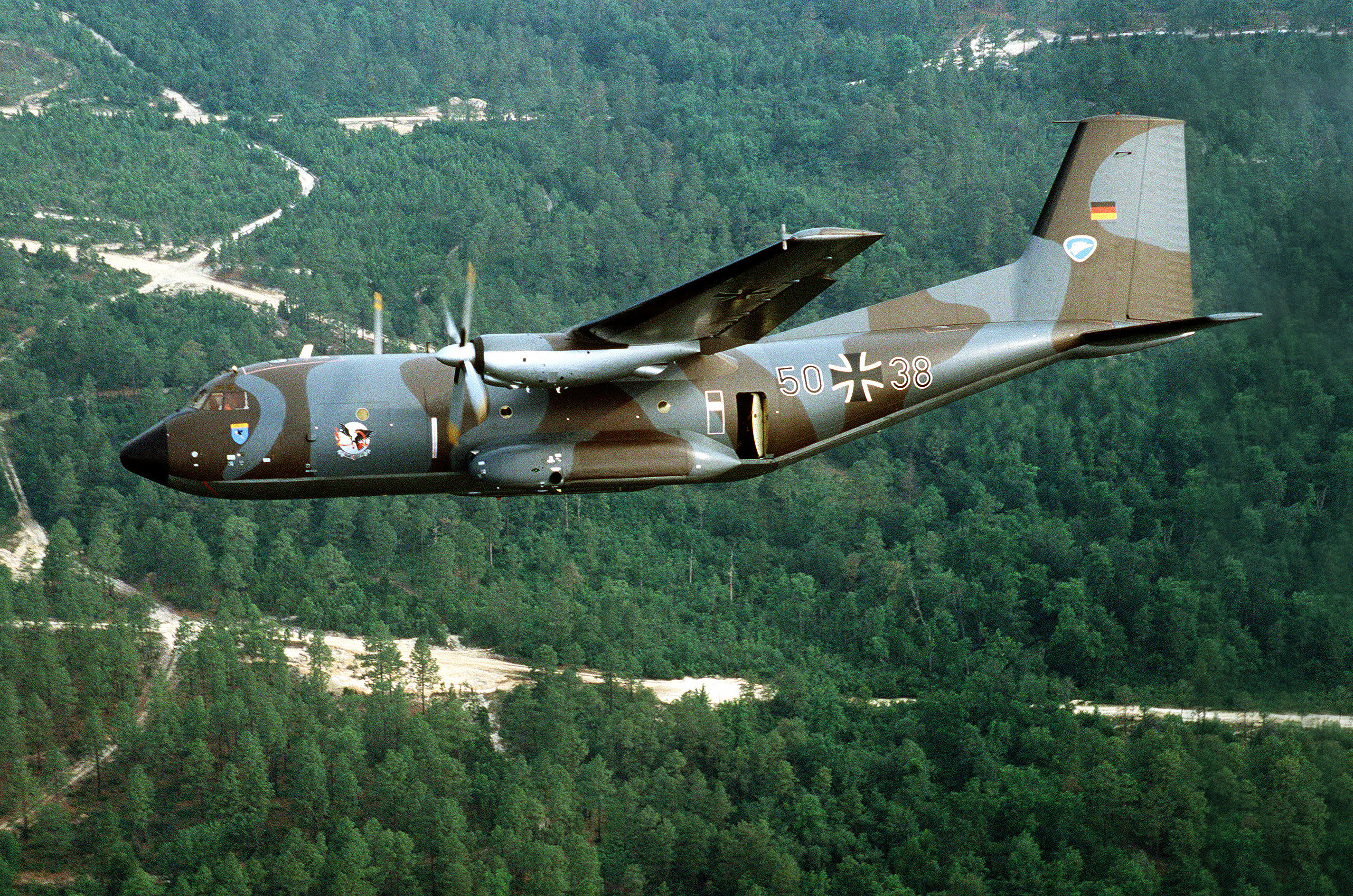
Transall C-160D der Luftwaffe

- Transall C-160